# 南戈洛·姆本巴
南戈洛·姆本巴（Nangolo Mbumba；1941年8月15日—）是一名納米比亞政治人物，2024年出任第4任納米比亞總統。姆本巴早年從事教育工作，曾擔任納米比亞數個政府部門的首長，以及執政黨納米比亞人組黨秘書長。

## 生平
姆本巴1941年生於西南非（今屬於納米比亞）奧希科托區的
。他赴美國南康乃狄克州立大學留學，1971年取得了理學學士學位，1973年取得康乃狄克大學的生物學理學碩士。畢業後曾在紐約曼哈頓的Harlem預科中學（Harlem Preparatory School）擔任數理科教師。
1978年，姆本巴返回非洲，在安哥拉南廣薩省的納米比亞教育中心擔任科學科主任，1980年升任校長。

## 從政
1985年，姆本巴從教育界踏入政界，先在西南非洲人民組織（SWAPO）擔任教育與文化處處長。1987年又成為總統薩姆·努喬馬的私人秘書。1994年華維斯灣主權移交給納米比亞時，姆本巴是聯合行政管理局（Joint Administrator）的首席執行官。
1993年起，姆本巴擔任國民議會（下議院）議員，並擔任多個部長級職位，包含農業、水利暨農村發展部部長（1993年–1996年）、財政部部長（1996年–2003年）、資訊與廣播部部長（2003年–2005年）、教育部長（2005年–2010年）、國家安全部長（2010年–2012年）。
在2012年西南非洲人民組織黨代表大會上，姆本巴當選為秘書長，這是該黨的第三高職位。擔任黨職之後，姆本巴按照他選前的承諾，辭去內閣職務。2018年，時任副總統尼奇·伊揚波因身體狀況不佳而被解職，總統哈格·根哥布任命姆本巴為副總統。

## 出任總統
2024年1月24日，第3任總統哈格·根哥布前往美國接受癌症治療，姆本巴成為代理總統。1月31日，根哥布總統返回納米比亞，2月4日凌晨病逝，享年82歲。同日下午，姆本巴在首都溫荷克宣誓就職成為第4任納米比亞總統，並宣布原副總理內通波·南迪-恩代特瓦赫為新任副總統。姆本巴表明自己只會完成根哥布剩餘的任期，直到2025年3月為止，不會角逐2024年底的總統大選。